# 声音体
声音客体（法語：objet sonore）一词由皮耶尔·舍费尔（Pierre Schaeffer）发明。在具象音乐乃至后来的电子音乐创作理论中，它代表音乐中的基本单位，例如乐器演奏或歌手演唱的声音。声音物件更多地指那些被录制的、固定的声音，它被认为是声音的本体。当一段声音被录制后，它与源头的关联性就被切断，成为独立而抽象的声音客体。
舍费尔在《Traité des objets musicaux》一书中表述了他对声音物件更准确的思考：
这声音的单位（声音体）相当于呼吸、发声或器乐演奏行为的单位。因此，声音客体既是一种声学行为也是一种聆听的目的。
在将被录制物或声音体当作音乐的创作中，舍费尔的思想得以推演。然而，他开始相信声音物件应该从它与声音源的关联中分离出来，这意味其声音来源就无法被识别。这也部分地构成了舍费尔所说的，需要被专注地、还原地聆听的“纯听声音”（英語：acousmatic sound）。

## 起源
1948年，任职于法国广播公司“试验俱乐部”（法语：Club d'Essai）的年轻工程师皮埃尔·舍费尔幻想发明具象音乐（法语：Musique concrète）。具象音乐强调新兴录音技术、后期创作并行，录音部分不强调声源物的意义、关联、语境，强调声音本体（即后来所说的“声音物件”）的抽象性。这一创作手法让舍费尔被视作音乐“采样”的先锋，后来的电子音乐、电脑音乐都未跳脱出50年代确立的、利用声音物件来进行后制的具象音乐创作方法论。

## 脉络
据推测，舍费尔的思想是由现象学衍生而出的，这似乎在真正意义上为他的理论提供了某种分量或是合法性。但要查证他受到的影响是有难度的，不过，Brian Kane在《Sound Unseen》一书中说道：
 在解释、理清声音物件理论时，舍费尔引出了“纯听”（英语：acousmatic）的概念。舍费尔简要地论述：“唯有在纯听经验中，声音客体才能清晰地显现。”我将在后文中尝试说明这一事实。为了这样做，我将解释舍费尔在《Traité des objets musicaux》中提到的，关于纯听经验、声音客体以及还原聆听的成熟理论。很明显，现象学术语塑造了他的理论，我认为比起莫里斯·梅洛-庞蒂，舍费尔的现象学更接近胡塞尔。如果一个人对舍费尔工作中蕴含的胡塞尔式专注没有正确理解，他就无法恰当地弄清纯听经验、声音物件以及还原聆听之间的关系。一旦这些舍费尔的成熟理论的多个部分被独立拆分，那么我就能够开始论述关于幻听聆听的理论和实践——即本书真正的关注点。

## 碰撞
1977年，“音景”（英语：Soundscape）概念的发明者默里·谢弗（Murray Schafer）提出“声音分裂”（英语：Schizophonia）的概念，它指声音及其原生脉络（声源）被技术分裂开来所引发的混乱，这一混乱对人和自然万物都可能产生负面影响。 

这一主张与具象音乐创作法、声音体理论中声音本体与原生脉络分离的原则在创作意义上发生碰撞。声音艺术家弗朗西斯科・洛佩兹（Francisco López）在其《Schizophonia vs L'objet sonore: Soundscapes and Artistic Freedom》一文陈述这一现象： 

我想在本文说清的、关于近来谢弗学派和舍费尔学派持有观点的对峙，在有关音乐创作的问题上已经变得更加明确。因此，自从Darren Copeland认为由“声源-声音本体”分离导致的电子幻听抽象主义关上了经验世界的大门，他便严厉批判Chion《Art des sons fixes》中关于具象音乐的现代防卫。同样，Barry Truax也对这一分离表示质疑，他认为音景创作之所以成立，最重要的就是拒绝将声音物件完全地从它的声源和语境脱离，他还认为音景创作的终极目标就是在一个平衡的生态关系中重新整合听者和听觉环境。 

## 衍生
在后-舍费尔学关于声音体的理论发展中，Denis Smalley发明了“频谱形态学”（英语：spectromorphology），它是用来分析、塑造声音物件的工具，Smalley如此陈述：

我已发展出关于“频谱形态学”工具的概念和术语，它能够描述和分析聆听经验……频谱形态学的方法建立了频谱和形态模型，并发展、提供了一个理解结构关系、体验音乐的时间变幻的框架。
“频谱形态学”的一个重要方面是Denis Smalley所说的“声源关联”（英语：source bonding），他称“声源关联”为一种任意聆听模拟的二元性。因此，在Smalley的意义上，声音物件在声源仍完整（能被听者识别）的情况下拥有了一外在的属性，但如果声源不再完整（不能被听者识别），声音物件则存有一具备声音特性的内在属性。声音物件具备内在或外在的声源关联与否，取决于聆听者的经验。